# Craig Dawson
Craig Dawson, född 6 maj 1990, är en engelsk fotbollsspelare (försvarare) som spelar för Wolverhampton Wanderers. Han har tidigare spelat för Radcliffe Borough, Rochdale, West Bromwich Albion, Bolton Wanderers, Watford och West Ham United.

## Karriär
I februari 2009 värvades Dawson av Rochdale på ett tvåårskontrakt.
Den 31 augusti 2010 värvades Dawson av West Bromwich Albion, där han skrev på ett treårskontrakt med en option på ett ytterligare år.
Den 1 juli 2019 värvades Dawson av Watford, där han skrev på ett fyraårskontrakt.
Den 12 oktober 2020 lånades Dawson ut till West Ham United på ett låneavtal över säsongen 2020/2021. Den 6 april 2021 meddelade West Ham United att de värvat Dawson på ett tvåårskontrakt med start efter slutet av säsongen 2020/2021.
Den 22 januari 2023 värvades Dawson av Wolverhampton Wanderers, där han skrev på ett kontrakt till sommaren 2025.